# 朝妻久実

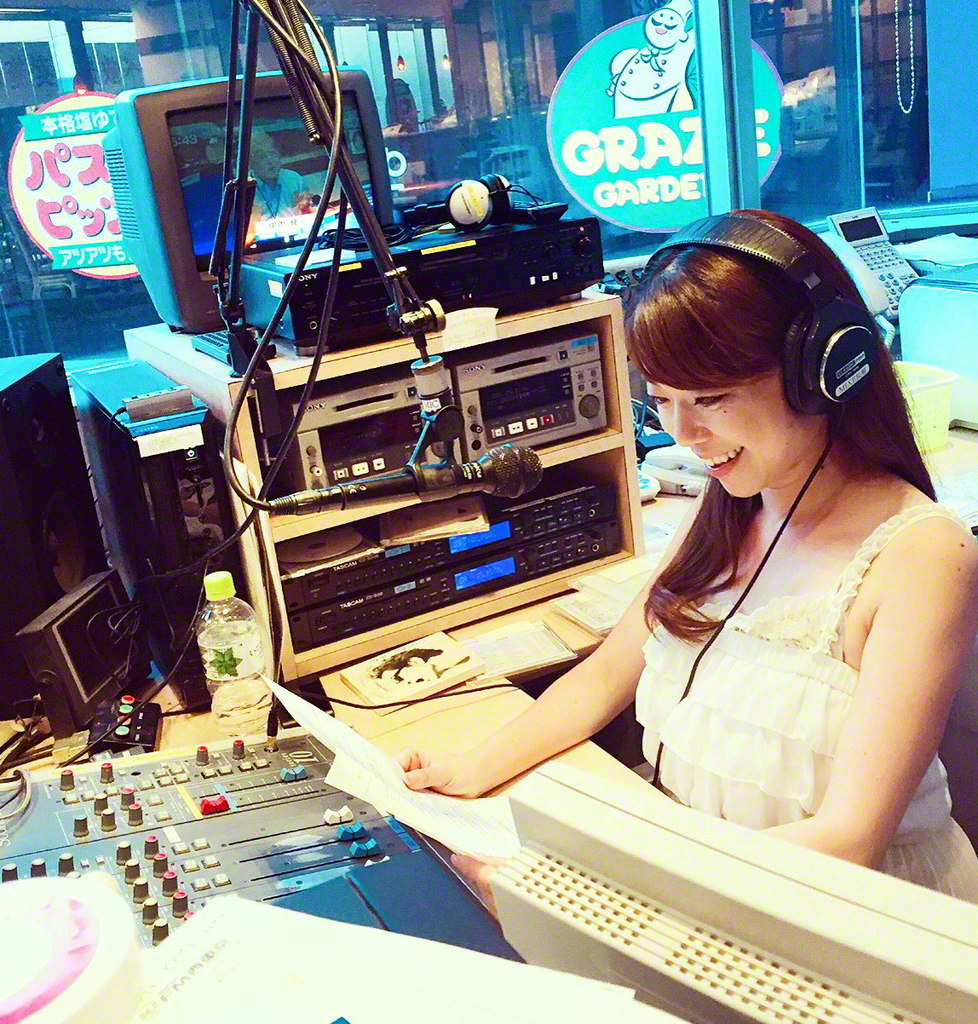
FM西東京「YouGotチャンネルα」担当時代

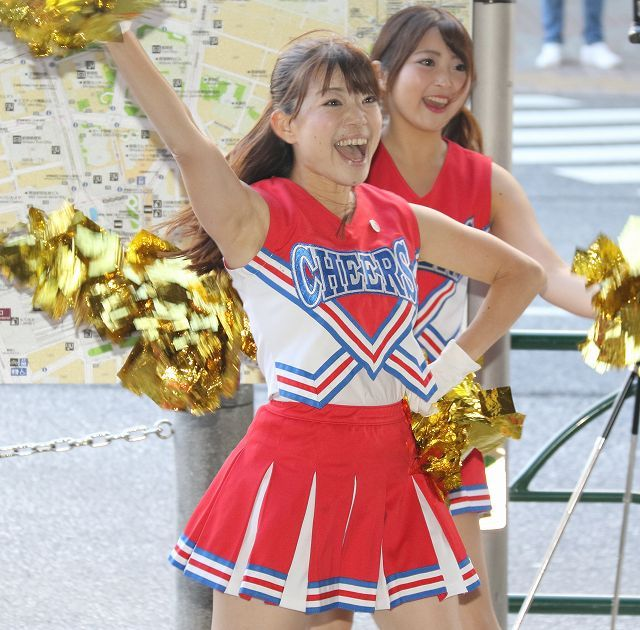
全日本女子チア部☆活動、新宿駅西口前

朝妻 久実（あさづま くみ、1983年12月18日 - ）は、フリーアナウンサー。全日本応援協会AJO 代表理事、出勤途中のビジネスマンを勝手に応援する応援するチアリーダー「全日本女子チア部☆AJO」の代表を務める。旭川観光大使、港区観光大使。北海道名寄市生まれ、旭川市育ち。

## 来歴
北海道名寄市生まれ、旭川市育ち。中学生時生徒会主催イベントでインタビュアーを務めた際、担任から勧めをキッカケにアナウンサーを目指す。
旭川市立東明中学校、北海道旭川東高等学校を卒業後、2002年4月に大学入学を機に上京。大学時代からチアリーディング部に所属。2006年3月、卒業後、コミュニティラジオ局でDJやリポーターを務めながらのアルバイト生活を送り、同時に株式会社フリーアナウンサー・クラブのアナウンススクールへ通う。社会人3年目の2008年4月、フリーアナウンサー・クラブの派遣にて山陰中央テレビに契約アナウンサーとして入社。
1年間在籍した後、フリーアナウンサーとなり、エス・オー・プロモーションに所属。フリーアナウンサーとして番組のMCや番組レポーター、イベントの司会等を務める傍らで、大学入学時から継続しているチアリーディングを経験したことを活かして、関連番組キャスターを担当するほかに、新宿駅西口丸ノ内線B14出口を中心に(最近では西口の工事をキッカケに南口へ移動)、池袋駅、新橋駅等でサラリーマンを応援するチアリーダーとしての活動「全日本女子チア部☆AJO」に参加。初代部長斉藤彩が2015年に退いた後を継ぎ、2代目部長を務める（現在は毎週木曜日に活動）。
2014年10月、旭川市の観光大使に就任。自身のブログにて、2018年9月30日付で事務所を退社し、フリーとなる。
2018年11月、応援文化を日本に広めたいという想いから、一般社団法人全日本応援協会を設立、代表理事となる。
2020年11月、朝チアが1,000回を数え、海外メディアからも注目される。
ロイター通信
ロイター通信動画
2022年11月19日、応援ムーブメントを起こしていくため"応援する人・企業・団体を表彰する"「応援アワード2022 ～THE FIRST～」を開催。
2022年11月、自身初の著書
を出版。

## 著書
- 誰かをちょっと応援するだけでしあわせになる!（アスコム、2022年）ISBN 978-4776211716

## 出演番組

### ラジオ
- ニュース・天気・交通情報スタジオキャスター（エフエム世田谷）
- YouGotチャンネルα（エフエム西東京、2017年6月）※木曜日スタジオ担当
  - 2014年12月までは水曜日レポーターとしても出演
- 元日!サキドリゲッターズ〜2017年の話題をシェア!〜（ニッポン放送、2017年1月1日）※リポーター
- ザ・ボイス そこまで言うか!（ニッポン放送、2016年10月3日 - 2018年3月28日）※街角ステーションリポーター（月・水曜）[6]
- 八木亜希子 LOVE&MELODY（ニッポン放送、2018年5月26日）※週末ナビ いきなり一緒にリポーター（代理リポーター）
- SUPER CAST（ZIP-FM・ABEMA RADIO、2022年11月14日）
- GOGO RADIO COMPANY（FM NORTH WAVE、2022年11月24日）

### テレビ
山陰中央テレビ放送時代
- 週刊・ヤッホー!　リポーター

フリー転向後
- チアリーディング選手権大会（スカイA） ※MC
- ハピはぴモーニング（チバテレビ）※リポーター
- 新春カラオケ大賞（テレビ埼玉）※司会
- 今日ドキッ!（北海道放送）※全日本女子チア部☆取材の一環
- 有田哲平の夢なら醒めないで（TBSテレビ、2018年7月31日）※全日本女子チア部☆取材の一環
- TOKYO応援宣言（テレビ朝日、2019年3月24日）
- 超問クイズ! 真実か?ウソか?（日本テレビ、2018年9月28日）※クイズ出題者
- ちばドキッ!（J:COM）※水・金曜担当生中継リポーター&アシスタントMC
- お願い!ランキング（AbemaTV）※グルメリポーター対決
- ハレバレティモンディ（札幌テレビ、2022年11月12日・19日）※チアと応援に行こう!

### その他
- 男性向け脱毛サロンRBL「全国エリア年間総会」司会[7]